# Rhizanthes lowii
Rhizanthes lowii — вид паразитических растений рода Ризантес (лат. Rhizanthes).

## Ботаническое описание
У растения отсутствуют корни, стебли, листья и фотосинтезирующие ткани. Растут на корнях винограда из рода тетрастигма (лат. Tetrastigma). Цветки — самые крупные в роду Ризантес (лат. Rhizanthes), их диаметр достигает 25-43 см. Это — эндотермические растения, они не только сами производят тепло, но и обладают редкой способностью регулировать собственную температуру.

## Ареал
Обитают в тропических лесах Борнео.

## Внешние ссылки
- https://books.google.com/books?id=F97dSF-_j0UC&lpg=PA58&dq=Rhizanthes%20description&pg=PA58#v=onepage&q=Rhizanthes%20description&f=false